# Отвиль (Эна)
Отви́ль (фр. Hauteville) — коммуна во Франции, находится в регионе Пикардия. Департамент коммуны — Эна. Входит в состав кантона Гиз. Округ коммуны — Вервен.
Код INSEE коммуны — 02376.

## Население
Население коммуны на 2010 год составляло 167 человек.
| 1962 | 1968 | 1975 | 1982 | 1990 | 1999 | 2010 |
| ---- | ---- | ---- | ---- | ---- | ---- | ---- |
| 207  | 215  | 191  | 161  | 166  | 172  | 167  |

## Экономика
В 2010 году среди 107 человек трудоспособного возраста (15—64 лет) 76 были экономически активными, 31 — неактивными (показатель активности — 71,0 %, в 1999 году было 64,0 %). Из 76 активных жителей работали 70 человек (42 мужчины и 28 женщин), безработных было 6 (3 мужчин и 3 женщины). Среди 31 неактивных 7 человек были учениками или студентами, 9 — пенсионерами, 15 были неактивными по другим причинам.